# NowSecure
NowSecure（旧名viaForensics）とはシカゴに本社を置くモバイルセキュリティ企業で、個人用とビジネス用両方のモバイル端末の動作を観察したり、モバイルアプリケーションのセキュリティ解析を行っている。

## 設立のきっかけ
CEO兼共同創設者のアンドリュー・フーグは社員の1人を解雇した際にCIOも兼任した。この解雇後、フーグは社員が会社から機密情報を盗んだかどうかを調査する羽目になった。しかし、フーグは調査会社に依頼するのではなく、自分で調査を行っており、副業として調査業務を続けるようになった。

## セキュリティ調査
フーグとキム・チーヤンは新会社を起こすために資金を集め、viaForensicsの前身であるシカゴ・エレクトロニック・ディスカバリーを設立した。フーグはモバイル調査業務をフルタイムで行うことを決めたが、キムは日中今までの仕事を継続し、夜間と週末にビジネス開発に参加することにした。2011年3月、viaForensicsは社員に給料が払えるほどの収益が出るようになったためキムは従来の仕事を辞め、viaForensicsにフルタイムで勤務するようになった。6月5日、サウスカロライナ州マートルビーチでのカンファレンスでviaExtract 1.0を発表、この製品は法的機関向けとして削除されたデータの復旧やデータ経由の自動検索機能がある。2013年3月にviaLabを発表、これはアプリケーション内で中間者攻撃、SSLストリップ攻撃、アプリケーションコーディングとリバーシングなど幅広いセキュリティ欠陥を自動テストする製品である。

## NowSecureに改称
2014年、RSA ConferenceにてviaProtectという使用モバイル端末内でユーザーの取るべき道や端末のデータソースを表示する製品を発表した。同社は個人や企業の端末を同じように保護することを重視し始め、その結果viaForensicsは改称を決定した。2014年12月2日、ベンチャーキャピタルから1,250万ドルの資金調達とNowSecureへの社名変更を同時に発表した。

## 製品
NowSecure Forensic Suite（旧名viaExtract）やNowSecure App Testing Suite（旧名viaLab）、NowSecure Mobile（旧名viaProtect）を提供している。NowSecure Forensic Suiteは法執行機関関係者向けで携帯端末上で公認されていないデータを抽出する製品である。NowSecure App Testing Suiteは企業で使用される携帯端末の安全性、セキュリティが攻撃に強いかどうかをテストする。NowSecure MobileはiOSやAndroid端末に対応していて無料でダウンロードできる。

## 受賞
| 対象         | 賞名                                          | 授与者             | 年   |
| ------------ | --------------------------------------------- | ------------------ | ---- |
| viaForensics | #760 fastest-growing company in the US        | INC 5000           | 2014 |
| viaForensics | #13 fastest-growing tech company in the US    | INC 5000           | 2014 |
| viaForensics | Phase III SBIR Contract                       | アメリカ合衆国政府 | 2014 |
| viaProtect   | Editor's Choice for Android Privacy Utilities | PC Magazine        | 2014 |